# An Idyll of the Hills
An Idyll of the Hills é um filme mudo norte-americano de 1915, do gênero drama, dirigido por Joe De Grasse e estrelado por Lon Chaney. O filme é agora considerado perdido.

## Elenco
- Pauline Bush - Kate Graham
- Millard K. Wilson - Dick Massey
- Lon Chaney - Lafe Jameson
- William C. Dowlan - Frank Collins
- Laura Oakley - Sra. Graham